# Heterusia humeraria
Heterusia humeraria là một loài bướm đêm trong họ Geometridae.